# Lista de partidos políticos no Rio Grande do Sul por número de filiados
Esta é uma lista de partidos políticos brasileiros com representatividade no estado do Rio Grande do Sul, organizado de acordo com seu número de filiados.
O atual número de filiados data de novembro de 2012, os dados podem ser conferidos aqui.

## Lista Atual
| Nomes                                          | Sigla | Número eleitoral | Número de filiados |
| ---------------------------------------------- | ----- | ---------------- | ------------------ |
| Partido Comunista do Brasil                    | PCdoB | 65               | 20 293             |
| Partido dos Trabalhadores                      | PT    | 13               | 146 199            |
| Partido do Movimento Democrático Brasileiro    | MDB   | 15               | 247 770            |
| Partido Trabalhista Brasileiro                 | PTB   | 14               | 123 245            |
| Democratas                                     | DEM   | 25               | 59 124             |
| Partido Progressista                           | PP    | 11               | 205 275            |
| Partido da República                           | PR    | 22               | 22 764             |
| Partido da Social Democracia Brasileira        | PSDB  | 45               | 90 813             |
| Partido Democrático Trabalhista                | PDT   | 12               | 249 761            |
| Partido Popular Socialista                     | PPS   | 23               | 29 074             |
| Partido Social Cristão                         | PSC   | 20               | 5 360              |
| Partido Socialista Brasileiro                  | PSB   | 40               | 49 189             |
| Partido Social Liberal                         | PSL   | 17               | 1 480              |
| Partido Verde                                  | PV    | 43               | 7 114              |
| Partido Trabalhista Cristão                    | PTC   | 36               | 2 618              |
| Partido da Mobilização Nacional                | PMN   | 33               | 954                |
| Partido Social Democrata Cristão               | PSDC  | 27               | 841                |
| Partido Trabalhista Nacional                   | PTN   | 19               | 1 151              |
| Partido Republicano Progressista               | PRP   | 44               | 875                |
| Partido Renovador Trabalhista Brasileiro       | PRTB  | 28               | 624                |
| Partido Social Democrático                     | PSD   | 55               | 3 820              |
| Partido Trabalhista do Brasil                  | PTdoB | 70               | 2 704              |
| Partido Humanista da Solidariedade             | PHS   | 31               | 7 233              |
| Partido Republicano Brasileiro                 | PRB   | 10               | 13 853             |
| Partido Comunista Brasileiro                   | PCB   | 21               | 218                |
| Partido Socialismo e Liberdade                 | PSOL  | 50               | 5 990              |
| Partido da Causa Operária                      | PCO   | 29               | 82                 |
| Partido Pátria Livre                           | PPL   | 54               | 1 005              |
| Partido Socialista dos Trabalhadores Unificado | PSTU  | 16               | 741                |

Unidade Popular.   UP.             80

pelo Socialismo